# Ricardo Molina (político)
Ricardo Antonio Molina Peñaloza (Maracay, estado Aragua, 2 de diciembre de 1960) es un ingeniero forestal y político venezolano. Actualmente es diputado del Parlamento Nacional y fue miembro de la Asamblea Nacional Constituyente de Venezuela de 2017.
Se ha desempeñado como ministro de Vivienda y Hábitat de Venezuela tiempo después ejecutaria el cargo de ministro de Transporte y Obras Públicas. En junio de 2017 se postula como candidato a la Asamblea Nacional Constituyente donde resulta elegido.

## Vida
Desde febrero del 2010, estuvo a cargo del Fondo Nacional de Ciencia, Tecnología e Innovación (Fonacit).
El 17 de abril de 2013, en su posición como Ministro del Ministerio del Poder Popular para Vivienda y Hábitat, Es grabado intimidando a los trabajadores de ese mismo ministerio, Utilizando palabras tales como: "“Me importa en absoluto las leyes laborales" además "Al personal que forma parte de nuestras instituciones, que políticamente está en la acera de enfrente, cero beligerancia. Aquí yo no acepto que nadie venga a hablar mal de la revolución. No acepto militantes de partidos fascistas. Quien quiera ser militante de Voluntad Popular que renuncie o yo mismo lo voy a botar".
A pesar de las declaraciones el 21 de abril de 2013, en cadena nacional es reafirmado como Ministro de Vivienda del Gobierno Bolivariano de Venezuela para el gobierno de Nicolás Maduro.En 2017 se separa del cargo, y es electo constituyente a la Asamblea Nacional Constituyente de Venezuela de 2017.
Desde noviembre de 2017 está registrado en Canadá en la lista "Justice for Victims of Corrupt Foreign Officials Regulations .SOR/2017-233 Ocupando el puesto número 18.